# Tari (Papouasie-Nouvelle-Guinée)
Tari est une ville de Papouasie-Nouvelle-Guinée, capitale de la région d'Hela.
La population était d'environ 15 413 habitants en 2013.